# Nintendo 64
Nintendo 64 (N64) er Nintendos 3. spillekonsol. Den udkom først i Japan og blev senere udgivet i det meste af verden. Ved udgivelsen i Europa var der 3 spil (Super Mario 64, Pilotwings 64 og Star Wars: Shadows of the Empire)
Konsollen havde en CPU-hastighed der var 3 gange hurtigere sammenlignet med dem, der sidder i PlayStation og Sega Saturn. Nintendo 64 benyttede ROM baseret spilpatroner som medie for spil, og ikke det velkendte cd-rom-system som konkurrenterne Sony og Sega gjorde. Dog fratager dette muligheden for stor lagerplads til video og lyd i god kvalitet.
ROM-patronerne havde dog andre fordele bl.a. mht. indlæsningstiden, som er forholdsvis kort på Nintendo 64.
Nintendo 64 er efterfølgeren til Super Nintendo og forgængeren til Gamecube.